# 技工新娘
《技工新娘》（羅馬化：Jao Sao Chang Yon），是一部翻拍自寶瓦麗同名小說，詹猜·薩瓦迪維猜古執導，瓦拉甘·薩瓦功與珂瑞塔·桑薩歐帕領銜主演的浪漫愛情喜劇。2018年8月13日至9月21日，每週一至週五晚間七點於Ch7HD首播。

## 劇情簡介
Meena（珂瑞塔·桑薩歐帕）是個固執的女孩，也是個才華洋溢的汽車機修工。Phuphat（瓦拉甘·薩瓦功） 是一家汽車零件生產公司的繼承人。某天Meena意外救了突然心臟病發的Phuphat父親Sia Hong，並在發生一連串事情後，Sia Hong為了守住家族產業而安排Phuphat和Meena假結婚，也希望Meena能治癒Phuphat受傷的心，並恢復他對生活的興趣。一切似乎都發展得很順利，Phuphat也漸漸愛上了Meena，但突然他的前任回來了，Phuphat與Meena能順利修成正果嗎？

## 演員陣容
註：括號內的演員姓名為小名。

### 主演
- 瓦拉甘·薩瓦功（Chap） 飾演 Phuphat Khacharoenpaisarn（Phu）
- 珂瑞塔·桑薩歐帕（Chingching） 飾演 Meena

### 配角
- 薩朋·阿薩瓦蒙空（Great） 飾演 Teerananth Khacharoenpaisarn（Tee）

Phu的弟弟，Meena的同學，原本喜歡Meena，最後與Pawita修成正果。
- 那塔琳·蘇萬勒特（Libya） 飾演 Pawita
- 阿卡拉瓦·鍾彭維瓦（Aon） 飾演 Wirawat（Wi）

Meena的學長，家裡經營修車廠，喜歡Meena。
- 蒙特里·楨亞克松（Pu） 飾演 Sia Hong

Charoen Union Car 的創辦人，Phu與Tee的父親。因患有重病得盡快去國外治療，準備將公司重擔交給留學返國的大兒子Phu，殊不知Phu沉醉在失戀的痛苦中一蹶不振。
- 甘達·達納奧（Kanda） 飾演 Krongkaew

Sia Hong之妻，Phu與Tee的母親。
- 納塔雅·查恩容（Pu） 飾演 Kaew

Meena與Maesa的母親。
- 潘荻拉·皮皮緹亞功（Minnie） 飾演 Maesa

Meena的妹妹。
- 彭帕特·阿塔潘亞朋（Pol） 飾演 Panu
- 瓦朗卡南·烏塔亞功（Ploy） 飾演 Palin（Lin）
- 萬財·寶維本（Toy） 飾演 Winai
- 阿吉瑪·葛蘇瑪（Min） 飾演 Chompoo（Poo）
- 納帕查林·派布恩拉塔納基特（Ice） 飾演 Massaya（Ma）
- 韋恩·福爾科納（Toy） 飾演 Somyod

### 客串
- 威拉猜·哈塔科維特（Ae） 飾演 Meena與Maesa的父親

## 製作
2017年8月4日，此劇由兩位製作人希里皮克·維蒙諾赫（Guitar）與維拉帕特·蘇帕派布爾（Vee）攜手主演群舉行了開鏡團拜儀式。  

## 外部連結
- MyDramaList上的劇情簡介 （页面存档备份，存于）（英文）
- 豆瓣电影上《技工新娘》的資料 （简体中文）